# Федеральная сетевая компания — Россети
«Федера́льная сетева́я компа́ния — Россети» (ПАО «Россети») — российская энергетическая компания, основным видом деятельности которой является передача электроэнергии. Субъект естественной монополии. 
Объекты электросетевого хозяйства холдинга расположены в 82 регионах России. В управлении находятся 2,5 млн км линий электропередачи и 548 тыс. электрических подстанций общей мощностью 875 тыс. МВА. По сетям компании передается более 80% всей вырабатываемой в стране электроэнергии.
Полное наименование — Публичное акционерное общество «Федеральная сетевая компания — Россети». Штаб-квартира — в Москве. Генеральный директор, председатель правления – Андрей Рюмин.

## История
Постановлением Правительства Российской Федерации от 11.07.2001 № 526 «О реформировании электроэнергетики Российской Федерации» Единая энергетическая система России была признана «общенациональным достоянием и гарантией энергетической безопасности» государства. Основной частью ЕЭС «является единая национальная энергетическая сеть, включающая в себя систему магистральных линий электропередачи, объединяющих большинство регионов страны, и представляющая собой один из элементов гарантии целостности государства». 
Для её «сохранения и укрепления, обеспечения единства технологического управления и реализации государственной политики в электроэнергетике» было предусмотрено создание Федеральной сетевой компании (ФСК). В последующем постановлении Правительства Российской Федерации от 21.12.2001 г. № 881 были утверждены критерии отнесения магистральных линий электропередачи и объектов электросетевого хозяйства к единой национальной (общероссийской) электрической сети (ЕНЭС).
Для реализации правительственной программы реформирования электроэнергетики в части электросетевого комплекса, относящегося к ЕНЭС, в ноябре 2001 года Совет директоров ОАО «РАО ЕЭС России» определил этапы создания Федеральной сетевой компании и основные нормы управления.
25 января 2002 года Совет директоров РАО «ЕЭС России» принял решение об учреждении ОАО «Федеральная сетевая компания Единой энергетической системы» (ОАО «ФСК ЕЭС»). Решениями Совета директоров было одобрено участие РАО «ЕЭС России» в качестве единственного учредителя ОАО «ФСК ЕЭС» и утверждена кандидатура Председателя Правления ОАО «ФСК ЕЭС», утверждены размеры и стоимость имущества РАО «ЕЭС России», передаваемого в уставный капитал ОАО «ФСК ЕЭС», одобрена крупная сделка по внесению имущества в уставный капитал ОАО «ФСК ЕЭС».
Решением Совета директоров РАО «ЕЭС России» уставный капитал ОАО «ФСК ЕЭС» был определён в размере 127 млрд рублей. В его оплату РАО «ЕЭС России» вносились денежные средства, а также электросетевой комплекс, принадлежавший РАО «ЕЭС России».
25 июня 2002 состоялась официальная государственная регистрация новой компании — Открытого акционерного общества «Федеральная сетевая компания Единой энергетической системы» (ОАО «ФСК ЕЭС»). ОАО «ФСК ЕЭС» создано как организация по управлению единой национальной (общероссийской) электрической сетью с целью её сохранения и развития. Основными направлениями деятельности ОАО «ФСК ЕЭС», нашедшими своё отражение в уставе общества, являются:
- управление единой национальной (общероссийской) электрической сетью;
- предоставление услуг субъектам оптового рынка электрической энергии по передаче электрической энергии и присоединению к электрической сети;
- инвестиционная деятельность в сфере развития единой национальной (общероссийской) электрической сети;
- поддержание в надлежащем состоянии электрических сетей;
- технический надзор за состоянием сетевых объектов ЕЭС России.

Распределительные электрические сети в ходе реформы электроэнергетики были интегрированы в межрегиональные сетевые компании, которые в 2008 году объединили в ОАО «Холдинг МРСК» для проведения единой инвестиционной, финансово-экономической и кадровой политики.
В мае 2013 года во исполнение Указа Президента Российской Федерации принадлежавщий РФ пакет акций ОАО «ФСК ЕЭС» был передан в качестве взноса в уставный капитал ОАО «Российские сети» (бывший ОАО «Холдинг МРСК»). 
В июле 2015 года Федеральная сетевая компания изменила своё фирменное наименование на Публичное акционерное общество «Федеральная сетевая компания Единой энергетической системы» (ПАО «ФСК ЕЭС»). Это произошло в связи с тем, что акции ФСК ЕЭС имеют публичное обращение. Устав компании приведён в соответствие с нормами Гражданского кодекса РФ. Аналогичные процедуры прошло Публичное акционерное общество «Российские сети» (ПАО «Россети»).
В октябре 2022 года ПАО изменило наименование на Публичное акционерное общество «Федеральная сетевая компания — Россети» (сокращенно — ПАО «Россети»). В декабре 2022 года ПАО Россети на территории Крыма создали «Черноморское предприятие магистральных сетей» и такие же планы относительно имущества на территории Донецкой и Луганской народных республик, Херсонской и Запорожской областей.
В январе 2023 в результате реорганизации ПАО «Российские сети», АО «ДВЭУК – ЕНЭС», ОАО «Томские магистральные сети» и АО «Кубанские магистральные сети» были присоединены к Публичному акционерному обществу «Федеральная сетевая компания – Россети» (ПАО «Россети», объединенная компания «Россети», ранее – ПАО «ФСК ЕЭС»).

## Собственники и руководство
По результатам реорганизации РАО «ЕЭС России» доля обыкновенных именных бездокументарных акций ОАО «ФСК ЕЭС», принадлежащих Российской Федерации, составила 77,66 %. 22,34 % размещенных акций ОАО «ФСК ЕЭС» находилось в собственности более чем 450 тысяч миноритарных акционеров.
В 2013 государство внесло в уставный капитал ОАО «Россети» свой пакет акций ОАО «ФСК ЕЭС». С учетом последовавших дополнительных эмиссий доля ОАО «Россети» в уставном капитале ОАО «ФСК ЕЭС» составила 80,13 %.
Такая ситуация сохранялась до 2023 года, когда в результате реорганизации прямая доля участия Российской Федерации в лице Росимущества в уставном капитале компании составила 75,000048 %. При этом также был сформирован казначейский пакет акций в размере 6,65 % от уставного капитала.
Кроме того, акции компании торгуются на Московской бирже и входят в состав основных индексов.

## Структура
В структуру компании входят 7 филиалов магистральных электрических сетей (МЭС):
- МЭС Востока
- МЭС Сибири
- МЭС Урала
- МЭС Северо-Запада
- МЭС Центра
- МЭС Волги
- МЭС Юга

Каждое из МЭС включает в себя от четырех до семи предприятий (ПМЭС). 
В зону ответственности МЭС входят объекты магистральной сетевой инфраструктуры (в основном – подстанции и линии электропередачи классов напряжения 220 кВ и выше), расположенные на территории 77 регионов РФ. 
Кроме того, МЭС отвечают за эксплуатацию межгосударственных линий электропередачи, обеспечивающих связи энергосистемы России с 11 государствами (в т.ч. Белоруссия, Казахстан, Монголия, Китай и др.).
В состав группы «Россети» входят 45 дочерних и зависимых общества, в том числе 19 распределительных сетевых компаний, работающих на территории 82 регионов РФ:
- ПАО «Россети Волга»
- ПАО «Россети Кубань»
- ПАО «Россети Ленэнерго»
- ПАО «Россети Московский регион»
- ПАО «Россети Северный Кавказ»
- ПАО «Россети Северо-Запад»
- ПАО «Россети Сибирь»
- АО «Россети Тюмень»
- ПАО «Россети Центр»
- ПАО «Россети Центр и Приволжье»
- ПАО «Россети Юг»
- АО «Россети Янтарь»
- ОАО «МРСК Урала» (работает под брендом «Россети Урал»)
- ПАО «ТРК» (работает под брендом «Россети Томск»)
- АО «Чеченэнерго»
- АО «Тываэнерго»

Также в состав группы «Россети» входят АО «Россети Цифра» (ИТ-интегратор), АО «Мобильные ГТЭС» (эксплуатирует мобильные газотурбинные электрические станции), собственные научно-технические центры: АО «НТЦ ФСК ЕЭС» (Москва) и АО «ФИЦ» (Санкт-Петербург).

## Деятельность
По состоянию на 2024 год, протяжённость линий электропередачи составляет 2,5 млн км. Количество подстанций, находящихся в управлении компании — 548 тыс. Трансформаторная мощность — 875 ГВА.
Ежегодный объем финансирования ремонтной программы превышает 78 млрд рублей (данные 2022 года)/
Компания управляет сетью зарядных станций для электромобилей, расположенных, в частности, на автомобильной трассе М-11 "Москва-Санкт-Петербург".
Общее число работников группы «Россети» на август 2024 г. составляет 235 тыс. человек.

### Инвестиционная программа
Инвестиционные программы электросетевых компаний, входящих в группу «Россети», утверждает Министерство энергетики РФ. В 2022 году общий объем финансирования составил более 420 млрд рублей.
В числе крупнейших завершенных проектов – строительство нового Кольско-Карельского транзита, энергообъектов для электроснабжения трубопровода «Сила Сибири», БАМа и Транссиба, развития производств и портовых зон на Дальнем Востоке. Досрочно завершено переустройство энергообъектов для строительства трассы М-12 «Москва – Нижний Новгород – Казань».
Основными проектами совместно с другими ДЗО ПАО «Россети» до 2024 года станут:
- Внешнее электроснабжение БАМа и Транссиба
- Модернизация и развитие региональных сетевых комплексов
- Подключение перерабатывающих и добывающих предприятий
- Усиление межрегиональных и межсистемных связей
- Выдача мощности генерации, в том числе ВИЭ.

### Сотрудничество с учебными заведениями
По состоянию на 2021 год у компании было 50 вузов-партнеров. Одним из ключевых партнёров является Московский энергетический институт, с которым у компании с 2010 года действует многоуровневое соглашение.

## Культурные инициативы

### Государственный Эрмитаж
С 2014 года компания сотрудничает с Государственным Эрмитажем. В частности, при ее поддержке состоялись выставки «Эрмитаж Ея Императорскаго Величества», «В будущее возьмут не всех», «Братья Морозовы. Великие русские коллекционеры» и «Lk 15, 11 – 32. Рембрандт. Посвящение. Александр Сокуров» и другие.

### Музей Москвы
В 2021 году в Музее Москвы при поддержке компании прошла выставка «Электрификация. 100 лет плану ГОЭЛРО». Ее основной задачей был рассказ о том, как электрификация повлияла на изобразительное искусство, кино, архитектуру, музыку, театр, литературу и дизайн. В 2022 году в поддержку проекта выпущен каталог выставки. 

### Шуховская башня на Оке
В Нижегородской области находится единственная в мире гиперболоидная многосекционная опора ЛЭП, выполненная в виде несущей сетчатой оболочки (архитектор – Владимир Шухов. Это уникальный памятник русского архитектурного авангарда, рекомендованный на включение в список Всемирного наследия ЮНЕСКО. Группа «Россети» участвовала в восстановлении объекта и помогла создать систему динамического освещения.